# Classical Mushroom
Classical Mushroom — второй студийный альбом израильской группы Infected Mushroom, изданный в 2000 году на лейбле BNE.

## Об альбоме
Classical Mushroom продолжает традиции тёмной стороны транса и добавляет к трекам элементы классической музыки. Идея сделать целый альбом на базе классики пришла после создания невыпущенного трека Classical Mushroom в честь которого и назван диск. В записи гитарной партии к треку None Of This Is Real участвовал Crazy Den.

## Список композиций
1. "Bust A Move" – 8:21
2. "None Of This Is Real" – 6:22
3. "Sailing In The Sea Of Mushroom" – 8:18
4. "The Shen" – 8:33
5. "Disco Mushroom" – 8:46
6. "Dracul" – 8:00
7. "Nothing Comes Easy" – 7:26
8. "Mush Mushi" – 7:36
9. "The Missed Symphony" – 10:25

## Семплы
- Трек Dracul содержит звуки из кинофильма Bram Stoker's Dracula.